# Burgerinitiatief Meer Plezier met Minder Vuurwerk

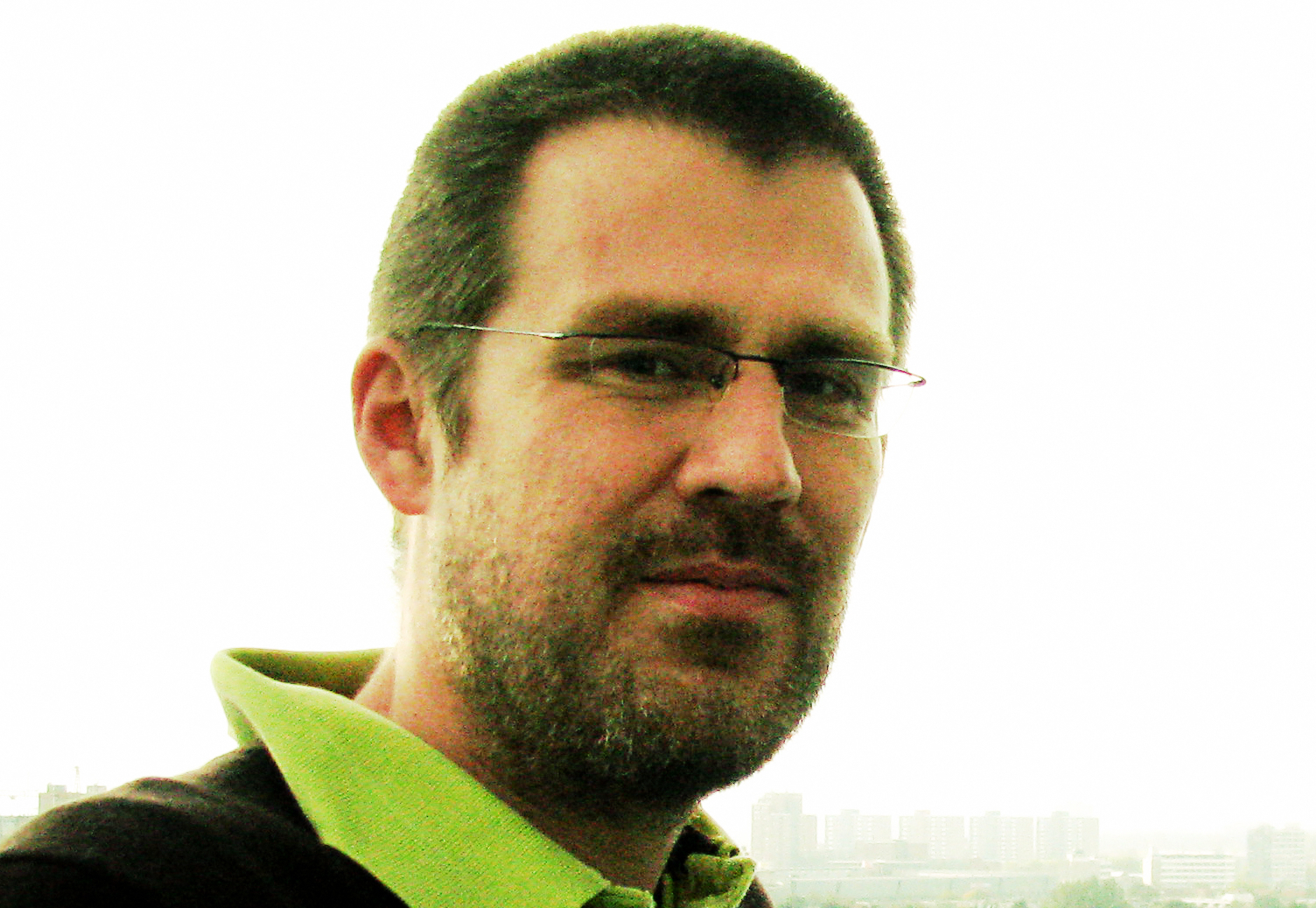
David Rietveld in 2010.

Het Burgerinitiatief Meer Plezier met Minder Vuurwerk is een afgerond burgerinitiatief om een onderwerp op de agenda van de Nederlandse Tweede Kamer te zetten.
Het initiatief werd genomen door twee GroenLinks-raadsleden uit respectievelijk Den Haag en Rotterdam, David Rietveld en Arno Bonte. Zij waren het eerste digitale burgerinitiatief begonnen op 1 januari 2009. Het voorstel was om vuurwerk uitsluitend door professionals af te laten steken. De initiatiefnemers beweerden in de eerste twee dagen na de start al 10.000 steunbetuigingen te hebben verzameld. Op donderdagavond 8 januari waren dat er 40.000.
Op 17 juni 2009 gaf de minister van VROM echter aan dat dit initiatief ondanks ruim 63.000 ondertekenaars niet-ontvankelijk werd verklaard, omdat er over deze kwestie al eens een Kamerbesluit was genomen in de voorgaande twee jaar.